# Новорусов (хутор)
Новорусов — хутор в Шовгеновском муниципальном районе Республики Адыгея России.
Входит в состав Заревского сельского поселения.

## Население
| 2002 | 2010 | 2013 | 2014 | 2015 | 2016 | 2017 |
| ---- | ---- | ---- | ---- | ---- | ---- | ---- |
| 113  | ↘96  | ↘88  | ↗89  | ↗90  | ↗92  | ↘89  |
| 2018 | 2019 | 2020 | 2021 | 2023 | 2024 |      |
| ↗95  | ↗99  | ↘92  | ↗93  | ↘90  | ↘89  |      |

## Улицы
- Заречная.